# Закон Брехта
Закон Брехта (англ. Brecht’s law) — зависимость роста государственных расходов на душу населения от плотности населения. Закон был открыт немецким экономистом Арнольдом Брехтом в 1932 году. Данный закон утверждает, что расходы на душу населения местного самоуправления растут по мере увеличения численности населения, а значит увеличивается и потребность в доходах общин.

## История
Закон был предложен в работе немецкого экономиста Арнольда Брехта «Международное сравнение государственных расходов» в 1932 году.

## Сущность закона
Закон Брехта утверждает, что рост государственных расходов на душу населения будет завесить от плотности населения. Крупные муниципалитеты должны получать непропорционально больше денег по отношению к населению, чем малые муниципалитеты. Так как расходы на душу населения местного самоуправления растут по мере увеличения численности населения, а значит увеличивается и потребность в доходах общин.

## Причины возникновения
Положительные факторы
Закон Брехта объясняется тем, что уровень производительности больших городов больше, чем в небольших. Добавляются и высокие затраты от урбанизации (например, борьба с преступностью). В клубных товарах с ростом плотности населения возрастает опасность переполнения (например, услуги в бассейнах).
Причины увеличения расходов на душу населения в крупных городах:
- отдельные общественные льготы / расходы чаще встречаются в мегаполисах, чем в окрестностях (например, социальные трансферты);
- отдельные государственные расходы в населенных пунктах более качественны и, следовательно, дороже (например, метро в крупных городах, общественный транспорт непропорционально дорог в мегаполисах);
- густонаселенные общины оказывают центральные услуги муниципалитетам в окрестностях;
- земельные участки, находящиеся в мегаполисах, как правило, дороже (земля под застройку для расширения завода является дорогостоящей).

Отрицательные факторы
Однако, есть и факторы, обратные закону Брехта, например, в малонаселенных регионах существуют определенные фиксированные затраты на инфраструктуру, а это снижает расходы на душу населения с увеличением населения в регионе. Постоянные затраты на дороги, мосты и т. д. распределяются на большее число жителей, тем самым снижаются расходы на душу населения.

## См.также
- Закон Вагнера
- Закон Попица